# Julius Blank
Julius Blank (2 de junio de 1925 – 17 de septiembre de 2011) pionero de Silicon Valley, junto a siete jóvenes (constituyeron el grupo de los 8 traidores), el cual fundó el primer fabricante de circuitos integrados, Fairchild Semiconductor para desarrollar procesos de fabricación de circuitos integrados que permitiesen obtener unidades a un menor precio.
Julius Blank, Victor Grinich, Jean Hoerni, Eugene Kleiner, Jay Last, Sheldon Roberts, Robert Noyce y Gordon Moore (estos últimos, posteriormente, fundarían Intel) se unieron y el 1 de octubre de 1957, Fairchild Semiconductor nació para fabricar transistores y firmaron su primer contrato con IBM, que les encargó un pedido de 100 transistores a 150 dólares la unidad.
Los pedidos de la compañía se dispararon y Blank, que siempre estuvo al cargo de la cadena de producción, fue pionero en la deslocalización de las plantas de producción abriendo una de las primeras fábricas de componentes integrados en Asia, concretamente en Hong Kong.
Fallecíó en Palo Alto, el 17 de septiembre de 2011.